# Fakey merry game
「fakey merry game」（フェイキーメリーゲーム）は、SMILE PRINCESSの2枚目のシングル。2023年8月23日にDigital Doubleから発売された。

## 概要
2023年7月放送開始のテレビアニメ『ライアー・ライアー』エンディングテーマ曲。デビュー曲「ファイオー・ファイト!」から1年9か月ぶりのシングルだが、その間の2023年3月31日をもって増田里紅が声優活動休止に伴いSMILE PRINCESSを脱退しており、7月30日より辻森梓咲が新メンバーとして加入している。
増田の脱退から辻森の加入までの4か月間は6人体制で活動していたが、アニメでエンディングに使われているのは辻森が加入する以前に収録した音源であり、シングルでは7人体制の音源がトラック1、6人体制の音源が〈LL〉（Liar Liar）バージョンとしてトラック5にそれぞれ収録されている。
c/w曲の「Revolution No.1」（レボリューション ナンバーワン）はゲームアプリ『プラオレ！ 〜SMILE PRINCESS〜』の挿入歌で、前年10月22日に横浜ベイホールで開催した「SMILE PRINCESS 2nd LIVE CHEER UP！」で最初に歌唱した楽曲である。

## 収録内容
| 全作曲・編曲: 広川恵一（MONACA）。 |                                    |              |                       |      |
| #                                  | タイトル                           | 作詞         | 作曲・編曲            | 時間 |
| 1.                                 | 「fakey merry game」               | やぎぬまかな | 広川恵一 （ MONACA ） | 3:49 |
| 2.                                 | 「Revolution No.1」                | 只野菜摘     | 広川恵一 （ MONACA ） | 3:45 |
| 3.                                 | 「fakey merry game」(Instrumental) |              | 広川恵一 （ MONACA ） | 3:48 |
| 4.                                 | 「Revolution No.1」(Instrumental)  |              | 広川恵一 （ MONACA ） | 3:46 |
| 5.                                 | 「fakey merry game」(LL)           | やぎぬまかな | 広川恵一 （ MONACA ） | 3:49 |
| 合計時間:                          | 合計時間:                          | 合計時間:    | 18:57                 |      |

| #  | タイトル                                           | 作詞 | 作曲・編曲 |
| -- | -------------------------------------------------- | ---- | ---------- |
| 1. | 「fakey merry game」(ミュージックビデオ)           |      |            |
| 2. | 「fakey merry game」(ミュージックビデオメイキング) |      |            |